# Джанджгава, Татьяна Васильевна
Татьяна Васильевна Джанджгава (род. 25 февраля 1964, Атбасар, Целинный край) — советская, российская и австрийская гандболистка, бронзовый призёр Олимпийских игр в Сеуле-1988 и Барселоне-1992. Заслуженный мастер спорта СССР (1982). В 2000 году выступала на Олимпийских играх за сборную Австрии (5-е место). Выдвигалась на звание лучшего вратаря всех времён и народов по версии ИГФ.

## Достижения
- Чемпионка мира 1982 и 1986 года.
- Победительница турнира «Дружба-84» (альтернатива Олимпийским играм в Лос-Анджелесе)
- Чемпионка Игр доброй воли (1986), получила приз лучшего вратаря
- Бронзовый призёр Олимпийских игр в Сеуле-1988 и Барселоне-1992
- Чемпионка мира среди молодёжи 1983 года.
- Бронзовый призер Чемпионата Мира 1999 года в составе сборной Австрии
- Бронзовый призер Чемпионата Европы 1996 года в составе сборной Австрии